# Martinique
Martinique  is een eiland en Frans overzees departement in de Caraïbische Zee, ongeveer 700 kilometer ten zuidoosten van de Dominicaanse Republiek. Het ligt ten zuiden van Dominica en ten noorden van Saint Lucia, en behoort tot de Bovenwindse Eilanden van de Kleine Antillen. Martinique telde tijdens de laatste census 400.535 (2010) inwoners.

## Geografie
De totale oppervlakte is 1.101 km², en de bevolkingsdichtheid bedraagt 357 inwoners per km². Martinique is van noordwest naar zuidoost ongeveer 60 kilometer lang. Het hoogste punt is de vulkaan Mont Pelée (1397 meter).

## Flora en fauna
Martinique heeft resten tropisch regenwoud, nevelwoud beschermd in het natuurreservaat van Martinique met plantensoorten als Heliconia caribaea en Philodendron giganteum.
De fauna van Martinique kenmerkt zich door endemische soorten als de vogel martiniquetroepiaal. Reptielen als de groene leguaan en anolissen als Anolis roquet. De lanspuntslang is vanwege zijn giftigheid een bedreiging voor wandelaars. De uitgestorven Martinique amazone was waarschijnlijk te vergelijken met de keizeramazone van Dominica.

## Bestuur
Martinique is een Frans overzees departement (département d'outre mer). Het bestuur wordt sinds 2015 geleid door Alfred Marie-Jeanne, president van de uitvoerende raad van Martinique. Claude Lise is sinds 2015 de voorzitter van de Assemblée de Martinique, het parlement van Martinique. Dit parlement vervangt sinds 2015 de voormalige algemene (departementale) raad en regionale raad. Martinique heeft twee vertegenwoordigers in de Franse Senaat en vier vertegenwoordigers in het parlement van Frankrijk. Binnen de Europese Unie heeft Martinique de status van ultraperifere regio. Het maakt dus integraal onderdeel uit van de Europese Unie. Martinique valt echter niet onder de Verdragen van Schengen. Andere Europese akkoorden, bijvoorbeeld gratis roaming, gelden wel in Martinique.

## Bestuurlijke indeling
Martinique is een departement (nummer 972). De hoofdstad is Fort-de-France. Martinique vormt met het 150 km noordelijker gelegen Guadeloupe en enkele andere kleinere eilanden de Franse Antillen.
Het departement is onderverdeeld in 4 arrondissementen, en 34 gemeenten. In 2015 zijn de kantons afgeschaft.
De vier arrondissementen van Martinique zijn:
- arrondissement Fort-de-France
- arrondissement La Trinité
- arrondissement Le Marin
- arrondissement Saint-Pierre

Een overzicht van gemeenten op gemeenten van Martinique.

## Economie
Van de actieve bevolking is 75% werkzaam in de dienstverlenende sector. De landbouw genereert het voornaamste deel van de exportinkomsten. Het belangrijkste landbouwproduct en tevens de voornaamste bron van inkomsten is de banaan. Dit product vertegenwoordigt 49,5% van de landbouwproductie en 40% van de exportinkomsten. Het toerisme maakt met een werkgelegenheid van ruim 11.000 banen en een bruto binnenlands handelsproduct van ruim 7% een sterke ontwikkeling door.

## Bevolking

### Etnische groepen
- Afrikaans (al dan niet gemengd indiaans): 93,4%
- Frans: 3%
- Indiaas: 2,0
- Chinees en overig: 1,6

### Religie
- Katholiek 86%
- Protestants 5,6%
- Overige Christenen 5,4%
- Overige geloven 3%

### Talen
- Frans
- Sjabloon:Pn Creools

## Geschiedenis
Aanvankelijk werd Martinique bevolkt door indianen. Columbus ontdekte Martinique op 15 juni 1502. In 1635 landden Franse kolonisten op het eiland. Ze roeiden de aanwezige indianen uit, stichtten het eerste stadje (Saint-Pierre) en introduceerden het verbouwen van suikerriet. 
Voor het werk op de plantages werden tot slaaf gemaakten uit Afrika overgebracht. De slavernij was een hoeksteen van de koloniale economie van Martinique.

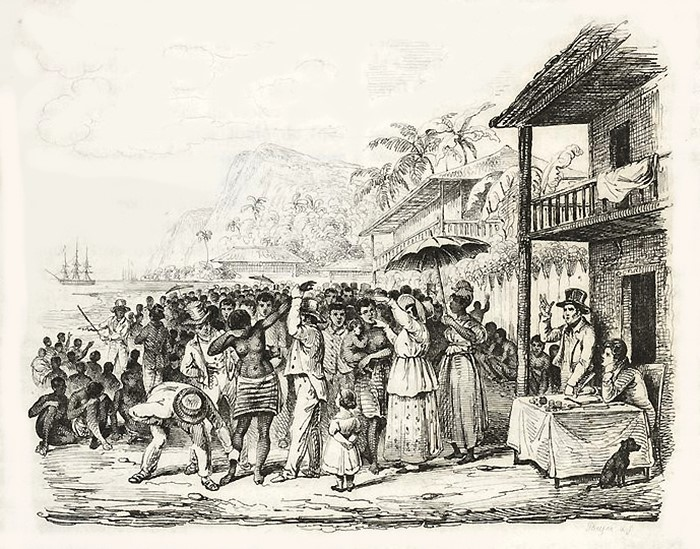
Verkoop van slaven in 1826 op Martinique

Als gevolg van oorlogen en verdragen ging Martinique in de 16e en 17e eeuw meerdere keren van Franse in Britse handen over. Martinique werd herhaaldelijk door de Engelsen bezet: eenmaal tijdens de Zevenjarige Oorlog en tweemaal tijdens de napoleontische oorlogen. In de periode 1794–1815 heerste Engeland vrijwel continu over het eiland, totdat het met Frankrijk teruggeruild werd aan het einde van deze oorlogen.
In 1674 deed de Nederlandse zeevaarder Michiel de Ruyter tijdens de Hollandse Oorlog een vergeefse poging het eiland, dat op dat moment in Franse handen was, te overvallen met een vloot van achtenveertig schepen en drieduizend soldaten.
In de 17e eeuw zochten vele hugenoten uit Frankrijk een nieuw bestaan in de Franse Antillen, onder meer op Martinique, waar zij een ruimere godsdienstvrijheid hoopten te kunnen genieten. Tot aan het Edict van Fontainebleau (1685) werden zij er ongemoeid gelaten. Vanaf september 1686 tot begin 1688 werden onder het bewind van koning Lodewijk XIV echter ook hugenoten uit Frankrijk naar het eiland gedeporteerd die weigerden zich opnieuw tot het katholieke geloof te bekeren. Vele hugenoten in Frankrijk die aan deze deportatie wilden ontkomen vluchtten toen naar naburige meer protestantse landen zoals Engeland, Nederland, Zwitserland, Noorwegen, Denemarken en Pruisen.
Er waren slavenopstanden in 1789, 1815 en 1822. In mei 1848 brak er een slavenopstand uit na de arrestatie van een tot slaaf gemaakte man in Saint-Pierre.

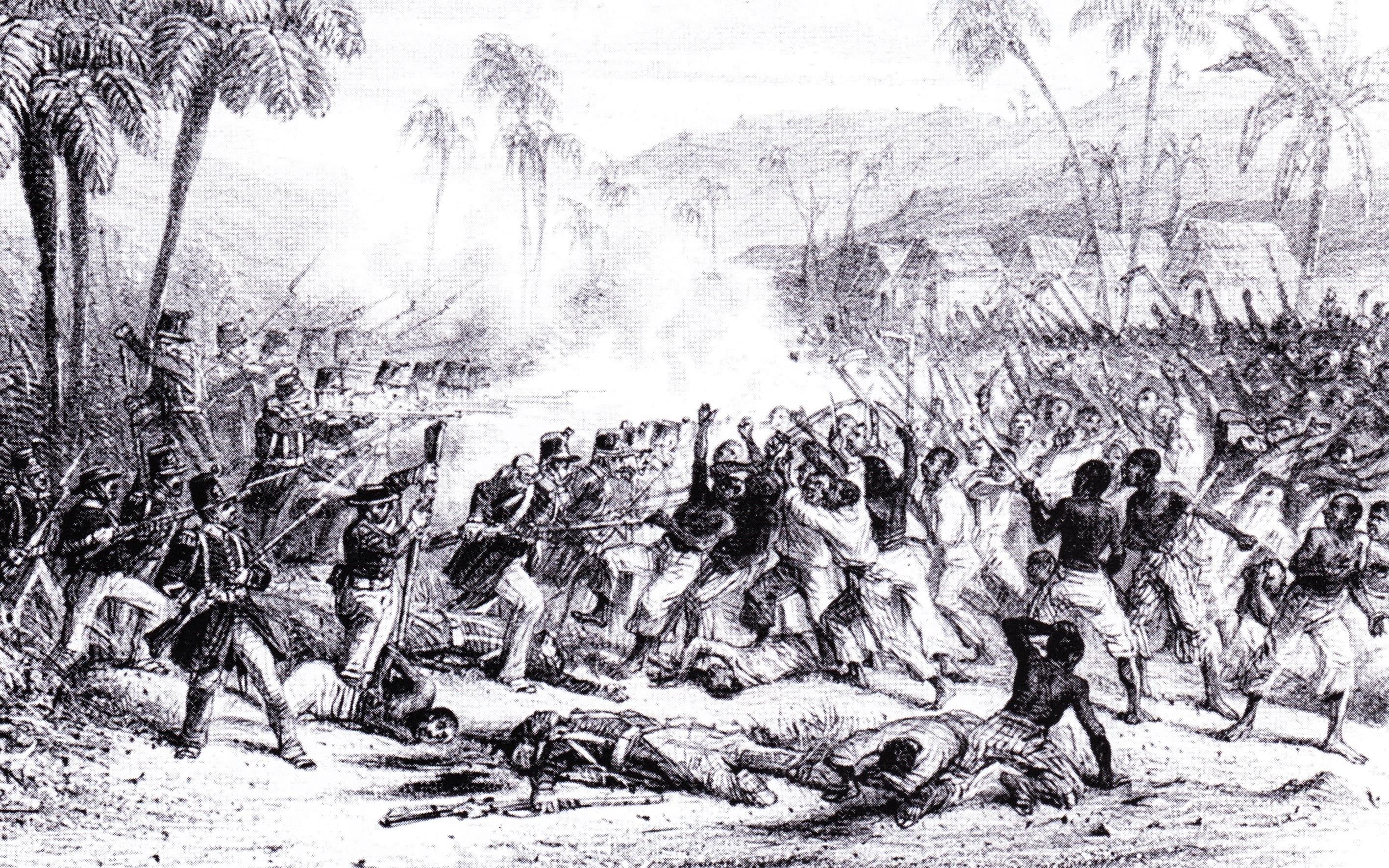
Slavenopstand in mei 1848

Om een bloedbad te vermijden en omdat de opstand niet kon neergeslagen worden, werd op 22 mei 1848 de slavernij afgeschaft. Nadat de slavernij in 1848 werd afgeschaft, nam men arbeidsmigranten aan uit Indië en China voor het werk op de plantages om zo de kosten te verlagen.

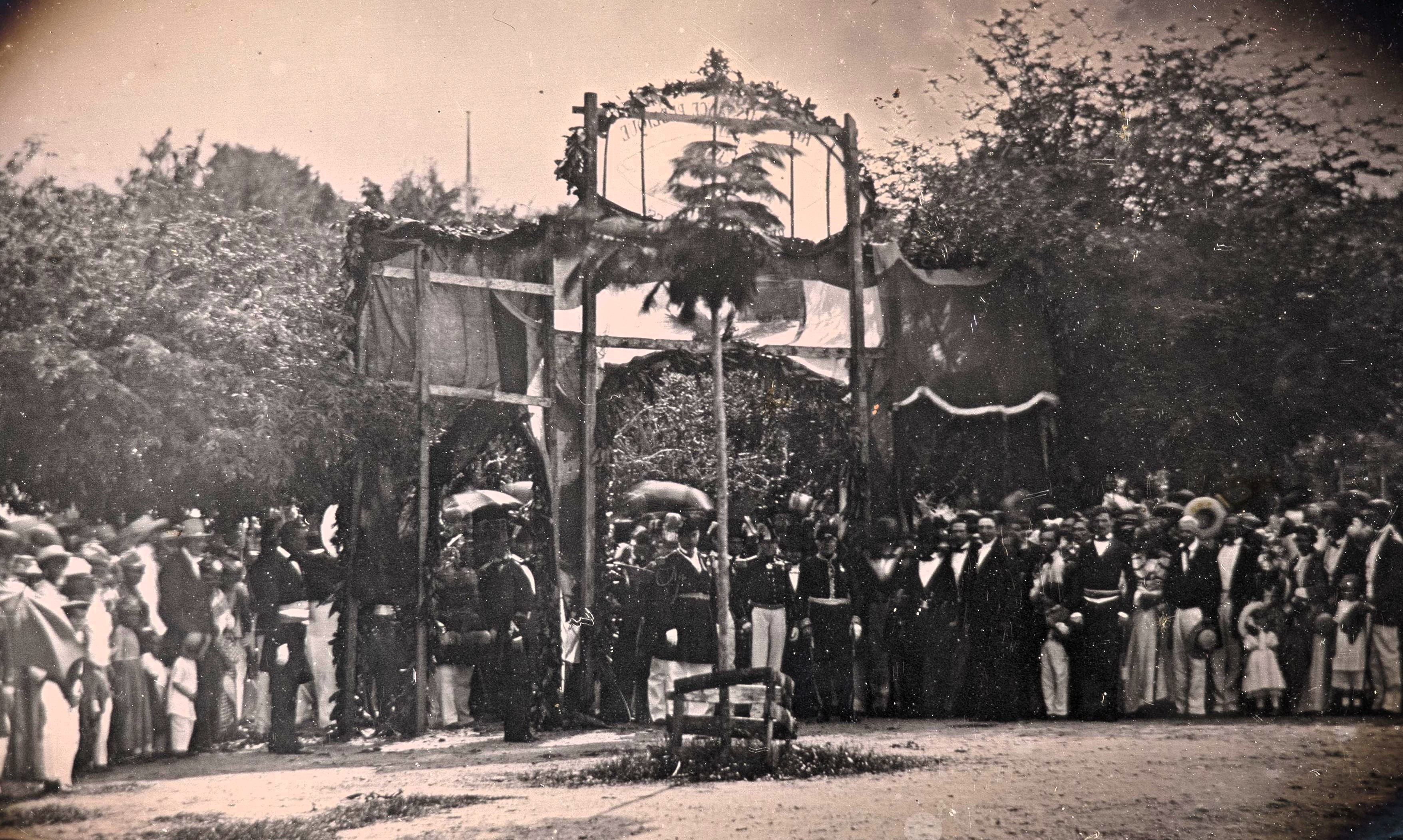
Het planten van een vrijheidsboom om de afschaffing van de slavernij te vieren in 1848

Vanaf 1816 behoort het eiland definitief tot Frankrijk.
Bij een uitbarsting van de Mont Pelée op 8 mei 1902 verzwolgen gloedwolken de stad Saint-Pierre en kwamen vrijwel alle inwoners van de stad en de directe omgeving - zo'n 30.000 mensen - om, op twee na.
Op 19 maart 1946 werd Martinique een overzees departement. Op 10 januari 2010 verwierp de bevolking bij referendum een voorstel tot meer autonomie, gedaan door de Franse regering. Op 2 februari 2023 heeft Martinique zijn onafhankelijke activistische vlag aangenomen, die de drie kleuren van het panafrikanisme symboliseert.

## Trivia
Joséphine de Beauharnais, de echtgenote van Napoleon Bonaparte, werd in 1763 geboren op Martinique, als dochter van Franse kolonisten. Ze stond in haar kringen bekend als "Creoolse". Ook Napoleon noemde haar vaak zo.
De kunstschilder Paul Gauguin werkte 6 maanden op Martinique in het jaar 1887. De schilderijen "The Mango Trees" en "At the Pond" zijn in het bezit van het Van Gogh Museum en werden op Martinique geschilderd. In het dorp Le Carbet is er sinds 1973 het Centre d'interprétation Paul Gauguin.
- Biblioteca Nacional de España: XX454131
- Bibliothèque nationale de France: cb11884083t (data)
- Gemeinsame Normdatei: 4037735-0
- International Standard Name Identifier: 0000 0001 2163 414X
- KulturNav: 44efc622-1801-4a98-949f-3c48a63f7c1a
- Library of Congress Control Number: n80010444
- MusicBrainz: b939dcaa-4729-34e0-a398-d22fba4407cd
- National Archives and Records Administration: 10044633
- Bibliotheek van het Japanse parlement: 00629297
- Nationale Bibliotheek van Tsjechië: ge867201
- Nationale Bibliotheek van Israël: 987007559502605171
- LIBRIS: 153532
- Système universitaire de documentation: 026630206
- Virtual International Authority File: 3223148574348624430006
- WorldCat: E39PBJB4cRDDBvwbYPT4mc6kDq

Antigua en Barbuda · Bahama's · Barbados · Belize · Canada · Costa Rica · Cuba · Dominica · Dominicaanse Republiek · El Salvador · Grenada · Guatemala · Haïti · Honduras · Jamaica · Mexico · Nicaragua · Panama · Saint Kitts en Nevis · Saint Lucia · Saint Vincent en de Grenadines · Trinidad en Tobago · Verenigde Staten

Land van het Koninkrijk der Nederlanden: Aruba · Curaçao · Sint Maarten

Nederlands openbaar lichaam: Bonaire · Sint Eustatius · Saba

Frans overzees departement: Guadeloupe · Martinique

Overzees gebied van het Verenigd Koninkrijk: Anguilla · Bermuda · Britse Maagdeneilanden · Kaaimaneilanden · Montserrat · Turks- en Caicoseilanden

Overige gebieden: Amerikaanse Maagdeneilanden · Clipperton · Groenland · Puerto Rico · Saint-Barthélemy · Saint-Martin · Saint-Pierre en Miquelon
01 Ain · 02 Aisne · 03 Allier · 04 Alpes-de-Haute-Provence · 05 Hautes-Alpes · 06 Alpes-Maritimes · 07 Ardèche · 08 Ardennes · 09 Ariège · 10 Aube · 11 Aude · 12 Aveyron · 13 Bouches-du-Rhône · 14 Calvados · 15 Cantal · 16 Charente · 17 Charente-Maritime · 18 Cher · 19 Corrèze · 2A Corse-du-Sud · 2B Haute-Corse · 21 Côte-d'Or · 22 Côtes-d'Armor · 23 Creuse · 24 Dordogne · 25 Doubs · 26 Drôme · 27 Eure · 28 Eure-et-Loir · 29 Finistère · 30 Gard · 31 Haute-Garonne · 32 Gers · 33 Gironde · 34 Hérault · 35 Ille-et-Vilaine · 36 Indre · 37 Indre-et-Loire · 38 Isère · 39 Jura · 40 Landes · 41 Loir-et-Cher · 42 Loire · 43 Haute-Loire · 44 Loire-Atlantique · 45 Loiret · 46 Lot · 47 Lot-et-Garonne · 48 Lozère · 49 Maine-et-Loire · 50 Manche · 51 Marne · 52 Haute-Marne · 53 Mayenne · 54 Meurthe-et-Moselle · 55 Meuse · 56 Morbihan · 57 Moselle · 58 Nièvre · 59 Noorderdepartement · 60 Oise · 61 Orne · 62 Pas-de-Calais · 63 Puy-de-Dôme · 64 Pyrénées-Atlantiques · 65 Hautes-Pyrénées · 66 Pyrénées-Orientales · 67 Bas-Rhin · 68 Haut-Rhin · 69D Rhône · 69M Métropole de Lyon · 70 Haute-Saône · 71 Saône-et-Loire · 72 Sarthe · 73 Savoie · 74 Haute-Savoie · 75 Parijs · 76 Seine-Maritime · 77 Seine-et-Marne · 78 Yvelines · 79 Deux-Sèvres · 80 Somme · 81 Tarn · 82 Tarn-et-Garonne · 83 Var · 84 Vaucluse · 85 Vendée · 86 Vienne · 87 Haute-Vienne · 88 Vosges · 89 Yonne · 90 Territoire de Belfort  · 91 Essonne · 92 Hauts-de-Seine · 93 Seine-Saint-Denis · 94 Val-de-Marne · 95 Val-d'Oise
Départements d'outre-mer: 971 Guadeloupe · 972 Martinique · 973 Guyane · 974 Réunion · 976 Mayotte